# Chase (battaの曲)
「chase」（チェイス）は、battaのシングル。2016年7月27日にワーナー・ホーム・ビデオから発売された。

## 概要
表題曲「chase」は、テレビアニメ『ジョジョの奇妙な冒険』Part4 ダイヤモンドは砕けないの第2クールオープニングテーマに起用された。ディスクジャケットには、街中で後ろを振り返る主人公・東方仗助の姿がデザインされている。
本作品はアニメのために書き下ろされた他、battaにとってメジャーデビュー作品となった。メンバーのホシノはオファーが来た際の心境について、「"何言ってんの！？"って感じでしたね。」「なぜ、うちのバンドに"やってみないか"って言ってくれてるのかなって」と語っている。
またそれまでジョジョの奇妙な冒険を読んだことは無かったらしく、「これはちょっとどうしようと。それで早速第4部（"ジョジョの奇妙な冒険 ダイヤモンドは砕けない"）を読んだら、すごく面白かったんですよ。面白かったから、いい曲が書けたっていう感じですね。第4部から先は全部読みました」とのことである。
なおこの曲を掲げて、同年に開催されたAnimelo Summer Live 2016 刻 -TOKI-に出演を果たした。

## 収録曲
1. chase [2:25]
  - 作詞・作曲：ホシノタツ、編曲：batta
  - テレビアニメ『ジョジョの奇妙な冒険』Part4 ダイヤモンドは砕けない第2クールオープニングテーマ
  - 自分の道を切り開き立ち向かっていく様が表現された力強い歌詞が印象的な楽曲[12]。
2. chase ～Acoustic Ver.～ [3:22]
  - 作詞・作曲：ホシノ タツ、編曲：山本英武
3. chase (Instrumental) [2:24]
4. chase ～Acoustic Ver.～ (Instrumental) [3:24]

## English ver.
2018年10月17日にリリースされた彼らのアルバム『プレリュード』には、「chase」のEnglish ver.が新たに収録された。英訳詞はジョジョで共演経験があった青木カレンが担当した。